# Stockton Kings
Gli Stockton Kings sono una squadra di pallacanestro di Stockton che milita nella NBA Development League, il campionato professionistico di sviluppo della National Basketball Association.

## Squadre NBA affiliate
Nati come Reno Bighorns, a partire dalla stagione 2013-14 sono stati affiliati esclusivamente ai Sacramento Kings; in precedenza erano stati affiliati anche di altre due squadre NBA (Utah Jazz e Memphis Grizzlies). Nel 2018 la franchigia è stata spostata a Stockton e rinominata in Stockton Kings.

## Record stagione per stagione
| Stagione       | Division       | Piazzamento    | Vittorie | Sconfitte | %    | Play-off                                                               |
| -------------- | -------------- | -------------- | -------- | --------- | ---- | ---------------------------------------------------------------------- |
| Reno Bighorns  |                |                |          |           |      |                                                                        |
| 2008-09        | Western        | 4°             | 25       | 25        | 50,0 |                                                                        |
| 2009-10        | Western        | 3°             | 28       | 22        | 56,0 | perdono 1º turno (Rio Grande Valley) 2-1                               |
| 2010-11        | Western        | 1°             | 34       | 16        | 68,0 | vincono 1º turno (Erie) 2-1 perdono semifinali (Rio Grande Valley) 2-0 |
| 2011-12        | Western        | 7°             | 21       | 29        | 42,0 |                                                                        |
| 2012-13        | West           | 5°             | 16       | 34        | 32,0 |                                                                        |
| 2013-14        | West           | 5°             | 27       | 23        | 54,0 | perdono 1º turno (Fort Wayne) 2-0                                      |
| 2014-15        | Western        | 3°             | 20       | 30        | 40,0 |                                                                        |
| 2015-16        | Pacific        | 1°             | 33       | 17        | 66,0 | perdono 1º turno (Los Angeles) 1-2                                     |
| 2016-17        | Pacific        | 4°             | 21       | 29        | 42,0 |                                                                        |
| 2017-18        | Pacific        | 1°             | 29       | 21        | 58,0 | perdono semifinali di Conference (South Bay) 109-126                   |
| Stockton Kings |                |                |          |           |      |                                                                        |
| 2018-19        | Pacific        | 2°             | 30       | 20        | 60,0 | perdono 1º turno (Memphis) 119-122                                     |
| 2019-20        | Pacific        | 2°             | 24       | 19        | 55,8 |                                                                        |
| Regular season | Regular season | Regular season | 308      | 285       | 51,9 |                                                                        |
| Play-off       | Play-off       | Play-off       | 5        | 11        | 31,3 |                                                                        |